# Gisekia pharnaceoides
Gisekia pharnaceoides är en tvåhjärtbladig växtart som beskrevs av Carl von Linné. Gisekia pharnaceoides ingår i släktet Gisekia och familjen Gisekiaceae. Utöver nominatformen finns också underarten G. p. alata.